# 近代秀歌

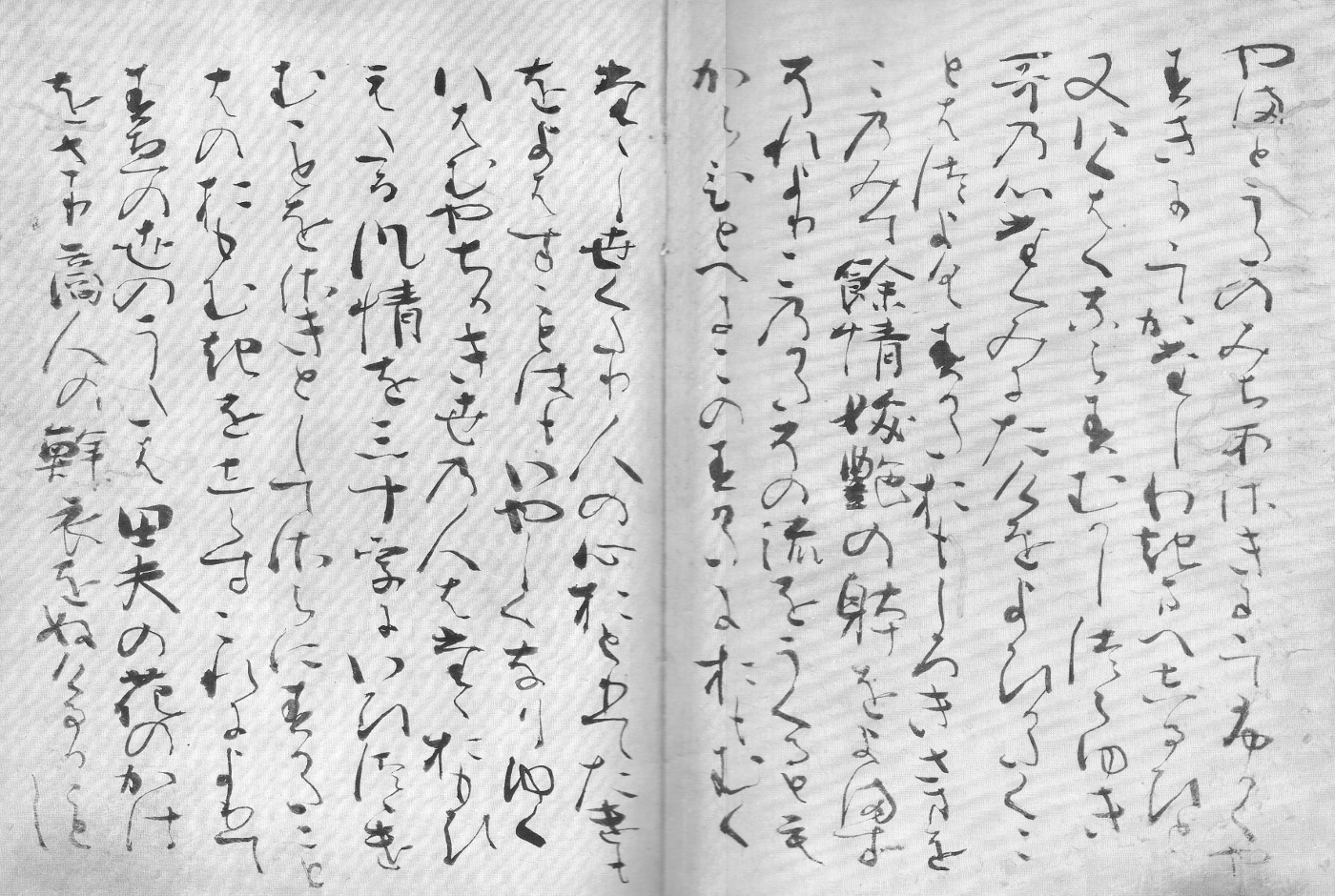
定家自筆本『近代秀歌』

『近代秀歌』（きんだいしゅうか）とは、1209年（鎌倉時代前期）に源実朝の依頼に応じた藤原定家によって書かれた歌論書である。「詠歌口伝（えいがくでん）」とも呼ばれる。

## 形式
前後半で内容が異なる。前半は和歌史に対する批評をし、良い和歌を詠む方法のひとつとして本歌取り論を展開している。また、後半は秀歌の例を挙げている。群書類従に収められた流布本では27首だが、岩波文庫の『中世歌論集』（1934年）に収められた定家自筆本では68首が挙げられている。和歌は源経信、源俊頼、藤原基俊、藤原顕輔、藤原清輔、藤原俊成ら当時の6人の歌人の和歌の内、特に秀でているとされるものである。
内容は簡潔で要点も分かりやすく書かれており、定家の歌論を研究する上で非常に重要な作品になっている。